# PyScript
PyScript ist ein Framework zum Ausführen von Python-Skripten im Webbrowser. PyScript wurde im Juni 2022 von Peter Wang auf einer Python-Entwicklerkonferenz der Öffentlichkeit vorgestellt.
PyScript wird primär von der Anaconda, Inc entwickelt.

## Anwendung
Mit PyScript können Python-Skripte, welche normalerweise auf einem Server laufen, auch in einem Webbrowser ausgeführt werden. Dadurch kann dieselbe Programmiersprache im Backend (auf dem Server) und im Frontend (im Webbrowser) verwendet werden. Bei PyScript handelt es sich um eine TypeScript-Bibliothek, welche die Webseite lädt und die in Tags eingebundenen Python-Skripte interpretiert und ausführt. Außer der JavaScript-Bibliothek und den CSS-Regeln von PyScript, bestehen keine weiteren Abhängigkeiten. Normalerweise wird die Programmiersprache JavaScript eingesetzt, um einer Webseite dynamische Funktionen zur Verfügung zu stellen. PyScript kann JavaScript ersetzen, aber auch mit JavaScript koexistieren. So kann JavaScript PyScript-Funktionen aufrufen und umgekehrt. Der Vorteil von PyScript besteht darin, dass es sehr viele Bibliotheken in der Sprache Python gibt, welche man auch auf Webseiten nutzen könnte. Diese müssen auf dem Server installiert sein. Als Beispiel kann man Grafikbibliotheken zur Erzeugung und Bearbeitung von digitalen Bilder nennen. Die Bilddaten müssen dafür nicht zuerst an den Server zur Verarbeitung geschickt werden. Ein weiteres Beispiel sind Funktionsgraphen und Diagramme. Die Programmiersprache Python wurde primär serverseitig eingesetzt. Unterstützung für reine Frontendentwicklung war kaum vorhanden. PyScript soll diese Lücke schließen helfen.
Damit Python-Skripte in einem Browser ausgeführt werden können, benötigt man eine Python-Laufzeitumgebung. Es gibt mehrere Python-Laufzeitumgebungen, die normalerweise in der Programmiersprache C geschrieben sind. PyScript kann theoretisch mit verschiedenen Laufzeitumgebungen zusammenarbeiten. Standardmäßig wird eine C-Portierung der Python-Laufzeitumgebung nach WebAssembly mit Namen Pyodide verwendet. Viele der bekannten Python-Packages wurden auch nach WebAssembly portiert und können damit von PyScript verwendet werden. Pyodide wurde 2018 von Michael Droettboom bei der Mozilla Foundation entwickelt. Um Pyodide  und damit PyScript in einem Browser verwenden zu können, benötigt man Firefox mit einer Version 70.0 oder einen Google Chrome mit Version 71.0 oder höher.

## Beispiele

### Hallo-Welt-Programm
Eine von mehreren möglichen Versionen des Hallo-Welt-Programms in PyScript. Standardmäßig erfolgt die Ausgabe in einem <div>-Element, welches mit einem <py-terminal>-Tag deklariert wird. Befindet sich im HTML-Code kein solches Element, so wird eines beim ersten Aufruf einer Ausgabe der Webseite hinzugefügt.
```
<
html
>

  
<
head
>

    
<
link
 
rel
=
"stylesheet"
 
href
=
"https://pyscript.net/latest/pyscript.css"
 
/>

    
<
script
 
defer
 
src
=
"https://pyscript.net/latest/pyscript.js"
></
script
>

  
</
head
>

  
<
body
>

    
<
py-script
>

        print('Hello, World!')
    
</
py-script
>

  
</
body
>

</
html
>

```

### Hallo-Welt-Programm integriert in Webseite
Möchte man die Ausgabe an einer bestimmten Stelle auf der Webseite ausgeben, bietet sich folgendes Beispiel an.
```
<!DOCTYPE html>

<
html
 
lang
=
"en"
>

  
<
head
>

    
<
meta
 
charset
=
"utf-8"
 
/>

    
<
meta
 
name
=
"viewport"
 
content
=
"width=device-width,initial-scale=1"
 
/>

    
<
title
>
An eine bestimmte Stelle einer Seite schreiben
</
title
>

    
<
link
 
rel
=
"stylesheet"
 
href
=
"https://pyscript.net/latest/pyscript.css"
 
/>

    
<
script
 
defer
 
src
=
"https://pyscript.net/latest/pyscript.js"
></
script
>

  
</
head
>

  
<
body
>

    
<!-- Ein Div zur Aufnahme des Contents -->

    
<
div
 
id
=
"manual-write"
></
div
>

    
<!-- Ein Button der geklickt werden kann -->

    
<
button
 
py-click
=
"write_to_page()"
 
id
=
"manual"
>
Say Hello
</
button
>

    
<
py-script
>

      def write_to_page():
      manual_div = Element("manual-write")
      manual_div.element.innerHTML = "
<
p
><
b
>
Hello World
</
b
></
p
>
"
    
</
py-script
>

  
</
body
>

</
html
>

```

### Ein Beispiel mit einem Graph
Das Beispiel zeigt, wie sich mit wenigen Zeilen Python ein Graph erstellen lässt.
```
<
body
>

  
<
div
 
id
=
"matplotlib-bar"
></
div
>

  
<
py-script
 
output
=
"matplotlib-bar"
>

    import matplotlib.pyplot as plt
    fig, ax = plt.subplots()
    x = ["Äpfel", "Birnen", "Bananen", "Ananas"]
    y = [3, 7, 8, 10]
    plt.bar(x, y)
    plt.xlabel('Früchte')
    plt.ylabel('Beliebtheit')
    plt.title('Früchte und deren Beliebtheit')
    fig
  
</
py-script
>

</
body
>

```